# Eden Isle
Eden Isle és una població dels Estats Units a l'estat de Louisiana. Segons el cens del 2000 tenia 6.261 habitants.

## Demografia
Segons el cens del 2000, Eden Isle tenia 6.261 habitants, 2.761 habitatges, i 1.860 famílies. La densitat de població era de 711 habitants/km².
Dels 2.761 habitatges en un 22,4% hi vivien nens de menys de 18 anys, en un 58,6% hi vivien parelles casades, en un 5,2% dones solteres, i en un 32,6% no eren unitats familiars. En el 25,7% dels habitatges hi vivien persones soles el 6,1% de les quals corresponia a persones de 65 anys o més que vivien soles. El nombre mitjà de persones vivint en cada habitatge era de 2,27 i el nombre mitjà de persones que vivien en cada família era de 2,72.
Per edats la població es repartia de la següent manera: un 17,8% tenia menys de 18 anys, un 6,7% entre 18 i 24, un 27,4% entre 25 i 44, un 36,2% de 45 a 60 i un 11,9% 65 anys o més.
L'edat mediana era de 44 anys. Per cada 100 dones de 18 o més anys hi havia 104,7 homes.
La renda mediana per habitatge era de 53.811 $ i la renda mediana per família de 71.083 $. Els homes tenien una renda mediana de 50.417 $ mentre que les dones 34.712 $. La renda per capita de la població era de 31.798 $. Entorn del 6,9% de les famílies i el 9,8% de la població estaven per davall del llindar de pobresa.

## Poblacions més properes
El següent diagrama mostra les poblacions més properes.